# Tyatya
Tyatya ou Tiatia (em russo:  Тятя, em japonês:  爺爺岳, Chachadake ) é um vulcão ultraproeminente na ilha Kunashir, nas ilhas Curilas, no extremo oriental da Rússia. O vulcão Tyatya é um dos melhores exemplos de um vulcão de somma, um estratovulcão cujo cume colapsou para formar uma caldeira vulcânica preenchida por um novo cone vulcânico que se ergue acima do perímetro da caldeira anterior.